# Municipio de Cape Girardeau
El municipio de Cape Girardeau (en inglés: Cape Girardeau Township) es un municipio ubicado en el condado de Cape Girardeau en el estado estadounidense de Misuri. En el año 2010 tenía una población de 40563 habitantes y una densidad poblacional de 222,38 personas por km².

## Geografía
El municipio de Cape Girardeau se encuentra ubicado en las coordenadas 37°17′48″N 89°34′42″O / 37.29667, -89.57833. Según la Oficina del Censo de los Estados Unidos, el municipio tiene una superficie total de 182.4 km², de la cual 173.78 km² corresponden a tierra firme y (4.72%) 8.62 km² es agua.

## Demografía
Según el censo de 2010, había 40563 personas residiendo en el municipio de Cape Girardeau. La densidad de población era de 222,38 hab./km². De los 40563 habitantes, el municipio de Cape Girardeau estaba compuesto por el 81.87% blancos, el 12.16% eran afroamericanos, el 0.23% eran amerindios, el 1.83% eran asiáticos, el 0.04% eran isleños del Pacífico, el 1.47% eran de otras razas y el 2.39% pertenecían a dos o más razas. Del total de la población el 2.73% eran hispanos o latinos de cualquier raza.